# Renato Bartolomei
Renato Bartolomei é um ator da Nova Zelândia.

## Filmografia
- Shortland Street (2004-2007)
- All Saints (2001)
- Xena: Warrior Princess (2000-2001)
- Mercy Peak (2001)
- Water Rats (1998)
- Halifax f.p: Isn't It Romantic (1997)
- Blue Heelers (1994-1995)
- Family and Friends (1990)